# Hrabstwo Guthrie

Piramida wieku hrabstwa

Hrabstwo Guthrie – hrabstwo położone w USA w stanie Iowa z siedzibą w mieście Guthrie Center. Założone w 1851 roku.

## Miasta
- Adair
- Bagley
- Bayard
- Casey
- Coon Rapids
- Guthrie Center
- Jamaica
- Menlo
- Panora
- Stuart
- Yale

## Drogi główne
- Iowa Highway 4
- Iowa Highway 25
- Iowa Highway 44
- Iowa Highway 141

## Sąsiednie hrabstwa
- Hrabstwo Greene
- Hrabstwo Dallas
- Hrabstwo Adair
- Hrabstwo Audubon
- Hrabstwo Carroll